# بورگومارو
بورگومارو (به ایتالیایی: Borgomaro) یک کومونه در ایتالیا است که در استان ایمپریا واقع شده‌است.

## خصوصیات
بورگومارو ۲۳٫۳ کیلومترمربع مساحت و ۸۷۸ نفر جمعیت دارد.